# Silvestrus brevipalpus
Silvestrus brevipalpus är en mångfotingart som först beskrevs av Bruno Condé och Jacquemin 1962.  Silvestrus brevipalpus ingår i släktet Silvestrus och familjen penseldubbelfotingar. Inga underarter finns listade i Catalogue of Life.